# Eublemma inamoena
Eublemma inamoena är en fjärilsart som beskrevs av Freyer. Eublemma inamoena ingår i släktet Eublemma och familjen nattflyn. Inga underarter finns listade i Catalogue of Life.